# میکزوم دندان‌زاد
میکزوم دندان‌زاد (Odontogenic myxoma، ادونتوژنیک میکسوما) یک تومور خوش‌خیم دندان‌زاد (ادونتوژنیک) و ناشایع است که منشأ آن بافت‌های همبند جنینی تشکیل‌دهنده دندان است. به دلیل میکسوما بودن آن، این تومور عمدتاً شامل سلول‌های دوکی شکل و فایبرهای پراکنده کلاژنی است که درون یک ماده موکوییدی و شل پراکنده شده‌اند.

## نمای بالینی
میکزوم دندان‌زاد در بیماران با بازه سنی ۱۰ تا ۵۰ سال دیده شده اگرچه در بالغین جوان شایع‌تر است (به‌ویژه در سنین بین ۲۵ و ۳۵ سالگی). فک پایین بیشتر از فک بالا درگیر می‌شود. ناحیه بین دندان‌های آسیای بزرگ و دندان‌های آسیای کوچک شایعترین مکان برای ضایعات چندحجره‌ای است درحالی که در قدام دهان دارای اشکال کوچکتر و تک‌حجره‌ای است.
بیماران مبتلا به میکزوم دندان‌زاد عمدتاً از یک اکسپنشن بزرگ بدون درد در فک که قابلیت لقی و جابجایی دندان را دارد شکایت دارند.

## نمای رادیوگرافی
بیشتر به صورت رادیولوسنسی چندحجره‌ای با حدود نامشخص است. انواع تک‌حجره‌ای با نمایی شبیه نمای پرتونگاری کیست‌ها، به خصوص در مواردی که همراه یک دندان نهفته‌است، نیز ممکن است رخ دهد. سپتاهای ایجادکننده نماهای چندحجره‌ای نازک و مستقیم هستند و الگو راکت تنیسی یا نردبانی را ایجاد می‌کنند. در واقع بیشتر سپتاها به صورت منحنی هستند و نمای حباب صابونی یا کندوی عسل را ایجاد می‌کنند اما دیدن یک یا دو سپتای مستقیم می‌تواند به تشخیص افتراقی این تومور کمک شایانی کند.

## درمان
ضایعات کوچک با موفقیت توسط انوکلیشن و کورتاژ درمان می‌شوند. ضایعات بزرگتر دارای پتانسیل عود به میزان ۲۵٪ هستند و به صورت تهاجمی تری درمان می‌شوند. در انواع چندحجره‌ای رسکشن تومور به همراه برداشت زیاد استخوان اطراف انجام می‌شود. به دلیل ماهیت ژلاتینی ضایعه برداشت نواحی سالم نیز ضزوزی است تا احتمال عود آن کاهش یابد.